# Жонатан Оливейра да Силва
Жонатан Оливейра да Силва или просто Жо (порт.-браз. Jonathan Oliveira da Silva / Jô) ― бразильский футболист, нападающий

## Биография и карьера
Родился в городе Порту-Алегри, штат Риу-Гранди-ду-Сул. Взрослую футбольную карьеру начал в 2011 году в составе местного «Крузейро», который выступал в Лиге Гаушу. Дебютировал в команде 16 января 2011 в победном (1:0) домашнем поединке 1-го тура Лиги Гаушу против «Интернасьоналя». Жо вышел на поле в стартовом составе и отыграл весь матч. Дебютным голом за «Крузейро» отличился 6 февраля 2011 на девятом минуте победного (3:2) домашнего поединка 7-го тура Лиги Гаушу против «Лажеаденсе». Жонатан вышел на поле в стартовом составе и отыграл весь матч. С июня по июль 2011 года защищал цвета второй команды «Интернасьоналя». 1 сентября 2011 заключил договор с «Вила-Нова», в футболке которой дебютировал 10 сентября 2011 года в проигранном (1:2) домашнем поединке бразильской Серии B против «Боа». Оливейра да Силва вышел на поле на 75-й минуте, заменив Дави Сеару. Затем играл за «Луверденсе» и снова за «Крузейро» (Порту-Алегри). 1 июля 2012 усилил «Шапекоэнсе». Дебютным голом в чемпионатах Бразилии (Серия D) отметился 28 июля 2012 года на 90-й минуте победного (1:0) выездного поединка 5-го тура против «Дуке-ди-Кашиас». Жо вышел на поле на 46-й минуте, заменив Ескердинью. В составе «Шапекоэнсе» в Серии C сыграл 18 матчей, в которых отметился 4-мя голами.
С начала 2013 по май 2016 выступал в чемпионатах штата и низших дивизионах чемпионата Бразилии (Серия C и D) в составе «Крузейро» (Порту-Алегри), «Лажеаденсе», «Паулисты», «Пайсанду», «Сан-Жозе» и «Жувентуде». 9 мая 2016 подписал контракт с «Лондрина». Дебютным голом в Серии B отличился 4 июня 2016 на 82-й минуте победного для «Лондрина» поединке 6-го тура против «Тупи». Жонатан вышел на поле в стартовом составе и отыграл весь матч. В составе команды в Серии B сыграл 31 матч, в которых отметился 3-мя голами. С 2017 по 2020 год защищал цвета «Сан-Жозе», «Фортелазы», «Жувентуде» «Лондрины», «Санта-Круз» и «Пелотас». С 1 мая 2020 находился без клуба.
26 февраля 2021 подписал контракт с «Металлом», который позднее, а именно 16 июня 2021 года, был переименован в «Металлист».
31 августа 2021 года, на своей странице в Instagram, Жонатан сообщил, что вынужден покинуть клуб и вернуться обратно в Бразилию по семейным обстоятельствам.